# Inspiral Carpets
Inspiral Carpets é um grupo de rock alternativo de Manchester, Inglaterra, formado por Graham Holt e Stephen Lambert, em 1983. O nome da banda vem de uma loja de roupas que ficava em Oldham. Seu som é baseado em música psicodélica, teclados e guitarras.

## Discografia

### Álbuns de estúdio
- dung 4 (1989) Cow (cassette)
- Life (1990) Mute (UK Albums Chart #2)
- The Beast Inside (1991) Mute (UK Albums Chart #5)
- Revenge of the Goldfish (1992) Mute (UK Albums Chart #17)
- Devil Hopping (1994) Mute (UK Albums Chart #10)
- The Interview (1995) (CD, Promo)
- Inspiral Carpets (2014)

### Compilações
- The Singles (1995) Mute (UK Albums Chart #17)
- Radio 1 Sessions (1996) Strange Fruit (UK Albums Chart N/A)
- Cool As (2003) Mute (UK Albums Chart #65)
- Greatest Hits (2003) Mute (UK Albums Chart N/A)
- Keep the Circle (2007) (apenas iTunes)

### Vídeos
- 21.7.90 (1990) BMG/Cow (VHS)
- Inspiral Carpets The Singles (1995) Mute (VHS)
- Live at Brixton Academy (2003) Mute (DVD)

### Oficiais
- inspiralcarpets.com- Página Oficial

### Informações
- Inspiral Carpets (em inglês) no AllMusic
- Inspiral Carpets (em inglês) no Discogs
- Discografia de Inspiral Carpets no MusicBrainz
- Inspiral Carpets. no IMDb.
- Inspiral Carpets no Myspace
- Inspiral Carpets no Last.fm